# Plectomyces gracilis
Plectomyces gracilis är en svampart som beskrevs av Thaxt. 1931. Plectomyces gracilis ingår i släktet Plectomyces och familjen Ceratomycetaceae.   Inga underarter finns listade i Catalogue of Life.